# مجلة لونق مان
مجلة لونق مان نُشرت لأول مرة في نوفمبر عام 1882  بواسطة سي.جي لونق مان، نشر لونق مان، قرين وكو في لندن. حلت محل مجلة فريزر (نُشرت من عام 1830 إلى 1882). وتم نشر شهريا 276 وكان قد صدر العدد الأخير في أكتوبر عام 1905.
ركزت لونجمان على الخيال وكان ظهور العمل لأول مره لجيمس باين ومارجريت أوليفانت، وتوماس هاردي، وهنري جيمس، وإديث نيسبيت، وفرانك أنستي، وروبرت لويس ستيفنسون، وإتش رايدر هاغارد، وروديارد كيبلينج، ووالتر بيسانت، وآخرين
ترتبط المجلة ارتباط وثيق بأحد محرريها وكان أندرو لانغ الذي ساهم بعمود بعنوان «عند علامة السفينة» لسنوات عديدة.